# فرودگاه رابرت فیلد
فرودگاه رابرت فیلد (به انگلیسی: Roberts Field) (به زبان بومی: Redmond Municipal Airport) یک فرودگاه همگانی با کد یاتا RDM است که یک باند فرود آسفالت دارد و طول باند آن ۲۱۴۵ متر است. این فرودگاه در کشور ایالات متحده آمریکا قرار دارد و در ارتفاع ۹۳۹ متری از سطح دریا واقع شده است.

## شرکت‌های هواپیمایی و مقصدهای پروازی

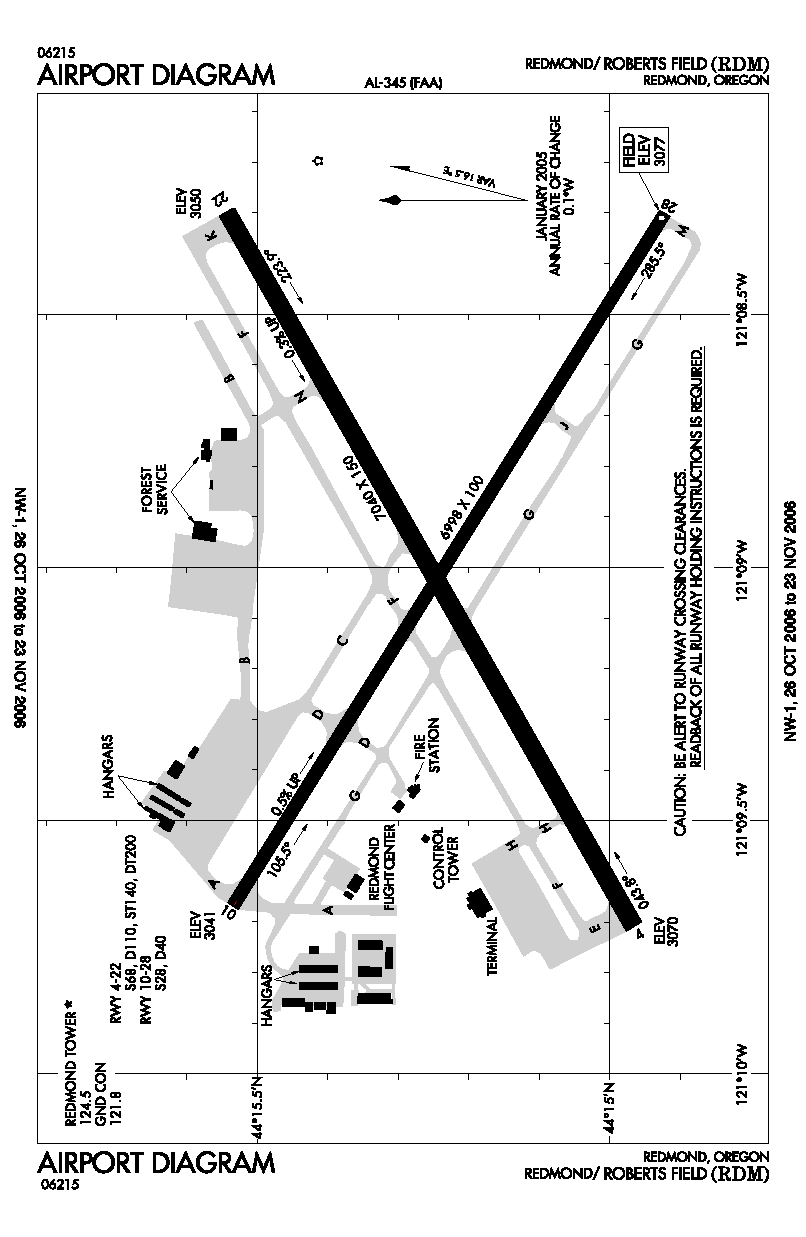
FAA diagram

### مسافری
| شرکت‌های هواپیمایی                    | مقصدهای پروازی                  |
| ------------------------------------ | ------------------------------- |
| آلاسکا ایرلاینز اجرا توسط هوریزن ایر | پورتلند، سیاتل-تاکوما           |
| امریکن ایگل                          | فینکس اسکای هاربر فصلی: لس‌آنجلس |
| دلتا کانکشن                          | سالت‌لیک‌سیتی، سیاتل-تاکوما       |
| یونایتد اکسپرس                       | دنور، سانفرانسیسکو              |

### باری
| شرکت‌های هواپیمایی | مقصدهای پروازی               |
| ----------------- | ---------------------------- |
| Airpac Airlines   | پورتلند                      |
| Ameriflight       | اوژن، پورتلند                |
| فدکس اکسپرس       | محلی ساوثوست اورگان، پورتلند |